# Michael Vejar
Michael Vejar (Los Angeles, 25 giugno 1943) è un regista statunitense. Ha diretto varie serie di Star Trek oltre ad altre serie di culto tra cui Zorro, Babylon 5, Mc Gyver e X-Files.

## Filmografia

### Regista

#### Televisione
- Fantasilandia (Fantasy Island) - serie TV, 10 episodi (1979-1981)
- Quincy (Quincy M.E.) - serie TV, episodi 6x10 (1981)
- L'incredibile Hulk (The Incredible Hulk) - serie TV, 4 episodi (1981)
- Simon & Simon - serie TV, episodi 1x04 - 1x06 (1981-1982)
- Strike Force - serie TV, episodi 1x19 (1982)
- L'uomo di Singapore (Bring 'Em Back Alive) - serie TV, episodi 1x05 (1982)
- I predatori dell'idolo d'oro (Tales of the Gold Monkey) - serie TV, episodi 1x9 (1982)
- New York New York (Cagney & Lacey) - serie TV, episodi 2x22 (1983)
- Top Secret (Scarecrow and Mrs. King) - serie TV, episodi 1x04 (1983)
- A-Team (The A-Team) - serie TV, episodi 2x21 (1984)
- Lottery! - serie TV, episodi 1x04-1x14 (1983-1984)
- Hawaiian Heat - film TV (1984)
- Cover Up - serie TV (1984)
- Poliziotti alle Hawaii (Hawaiian Heat) - serie TV, episodi 1x04 (1984)
- A passo di fuga (Hot Pursuit) - serie TV, episodi 1x04-1x05 (1984)
- Riptide - serie TV, episodi 2x10 (1984)
- Matt Houston - serie TV, 4 episodi (1983-1985)
- Suburban Beat - film TV (1985)
- Insiders (The Insiders) - serie TV, episodi 1x02 (1985)
- Magnum, P.I. (Magnum, P.I.) - serie TV, 14 episodi (1981-1985)
- Lady Blue - serie TV, episodi 1x05-1x07-1x12 (1985-1986)
- Crazy Like a Fox - serie TV, episodi 2x17 (1985)
- Saranno famosi (Fame) - serie TV, episodi 5x23 (1986)
- Kay O'Brien - serie TV, episodi 1x03-1x06-1x08 (1986)
- Spenser (Spenser: For Hire) - serie TV, episodi 2x18 (1987)
- Houston Knights - Due duri da brivido (Houston Knights) - serie TV, episodi 1x02 (1987)
- Disneyland - serie TV, episodi 31x22 (1987)
- Star Trek: The Next Generation - serie TV, episodi 1x19 (1988)
- The Bronx Zoo - serie TV, episodi 2x9 (1988)
- Il ritorno di Missione Impossibile (Mission: Impossible) - serie TV, episodi 1x07 - 1x09 (1988-1989)
- Infermiere a Los Angeles (Nightingales) - serie TV, episodi 1x09 (1989)
- In viaggio nel tempo (Quantum Leap) - serie TV, episodi 1x07 (1989)
- Jesse Hawkes - serie TV, episodi 1x04 (1989)
- True Blue - serie TV, episodi 1x07-1x11 (1990)
- Zorro - serie TV, 6 episodi (1990)
- Palm Springs, operazione amore (P.S.I. Luv U) - serie TV, episodi 1x02 (1991)
- MacGyver - serie TV, 17 episodi (1987-1992)
- Walker Texas Ranger (Walker, Texas Ranger) - serie TV, episodi 1x03 - 2x05 (1993)
- Viper - serie TV, episodi 1x11 (1994)
- MacGyver - Il tesoro di Atlantide (MacGyver: Lost Treasure of Atlantis) - film TV (1994)
- Models, Inc. - serie TV, episodi 1x16 (1994)
- RoboCop - serie TV, 5 episodi (1994)
- Renegade - serie TV, episodi 3x13 (1995)
- New York Undercover - serie TV, episodi 1x16 (1995)
- X-Files (The X Files) - serie TV, episodi 2x21 (1995)
- La legge di Burke (Burke's Law) - serie TV, episodi 2x10 (1995)
- High Sierra Search and Rescue - serie TV, episodi 1x5 (1995)
- Legend - serie TV, episodi 1x03-1x07-1x10 (1995)
- Sentinel (The Sentinel) - serie TV, episodi 1x05 - 1x07 (1996)
- Lois & Clark - Le nuove avventure di Superman (Lois & Clark: The New Adventures of Superman) - serie TV, episodi 3x07 - 4x11 (1995-1996)
- Homefront - La guerra a casa (Homefront) - serie TV, 6 episodi (1992-1997)
- Babylon 5 - In principio (Babylon 5: In the Beginning) - film TV (1998)
- F/X (F/X: The Series) - serie TV, 8 episodi (1996-1998)
- Babylon 5 - serie TV, 14 episodi (1994-1998)
- Babylon 5 - Chiamata alle armi (Babylon 5: A Call to Arms) - film TV (1999)
- Star Trek: Deep Space Nine - serie TV, 7 episodi (1997-1999)
- Crusade - serie TV, 4 episodi (1999)
- Seven Days - serie TV, 4 episodi (1999-2000)
- Star Trek: Voyager - serie TV, 13 episodi (1997-2001)
- Babylon 5 - La leggenda dei Ranger (Babylon 5: The Legend of the Rangers: To Live and Die in Starlight) - film TV (2002)
- The Dead Zone - serie TV, episodi 2x11 (2003)
- Jeremiah - serie TV, 8 episodi (2002-2004)
- Squadra emergenza (Third Watch) - serie TV, episodi 5x08 (2004)
- Star Trek: Enterprise - serie TV, 11 episodi (2001-2005)
- JAG - Avvocati in divisa (JAG) - serie TV, episodi 10x20 (2005)

### Montatore
- Speed Interceptor III (Speedtrap), regia di Earl Bellamy (1977)